# مارتن بيتر
مارتن بيتر هو لاعب كرة قدم تشيكي، ولد في 14 مارس 1999.